# Forte Lorenese
Il forte Lorenese, noto anche come "fortino", è una costruzione militare nel centro della cittadina italiana di Forte dei Marmi.

## Storia
La fortificazione costiera venne realizzata in epoca settecentesca dai Lorena, con funzioni difensive e di avvistamento lungo il litorale settentrionale del granducato di Toscana, insieme ai gemelli forte di Castagneto e forte di Bibbona (1788). Poteva comunicare attraverso l'emissione di segnali luminosi, a nord con il forte del Cinquale e a sud con il forte di Motrone, entrambi perduti a causa dei bombardamenti della seconda guerra mondiale. Oltre alla prevalente funzione di difesa militare e sanitaria, la struttura architettonica venne usata come magazzino dei marmi durante il periodo in cui il pontile era utilizzato come scalo commerciale per la bianca pietra.
Durante l'epoca in cui l'allora borgo di Forte dei Marmi fungeva da "scalo" per il trasporto di marmi via mare, il forte, antistante il pontile di legno per l'imbarco, era utilizzato come magazzino per i marmi.
Durante il periodo fascista il fortino divenne la "Casa del fascio" o "Palazzo littorio" di Forte dei Marmi, successivamente diventò la sede delle poste e attualmente dopo un periodo di inattività ospita all'interno il Museo della satira e della caricatura.

## Descrizione
Il forte Lorenese si presenta come un complesso a pianta quadrangolare, costituito da due corpi di fabbrica addossati tra loro. Il corpo di fabbrica principale, adibito in passato anche a funzioni abitative, si presenta a pianta rettangolare, culminando in alto con un piccolo campanile a vela che si eleva in posizione centrale oltre il tetto di copertura a quattro spioventi. Su uno dei due lati lunghi, l'edificio abitativo è addossato ad un bastione con possente basamento a scarpa che culmina con una terrazza per le sentinelle, a cui è possibile accedere dal piano rialzato del fabbricato principale. L'intera struttura architettonica del bastione presenta strutture murarie rivestite in laterizi, mentre il fabbricato principale si presenta intonacato.